# Nihoa kaindi
Nihoa kaindi là một loài nhện trong họ Barychelidae. Loài này phân bố ờ New Guinea.